# Demokratiska alliansen mot diktatur

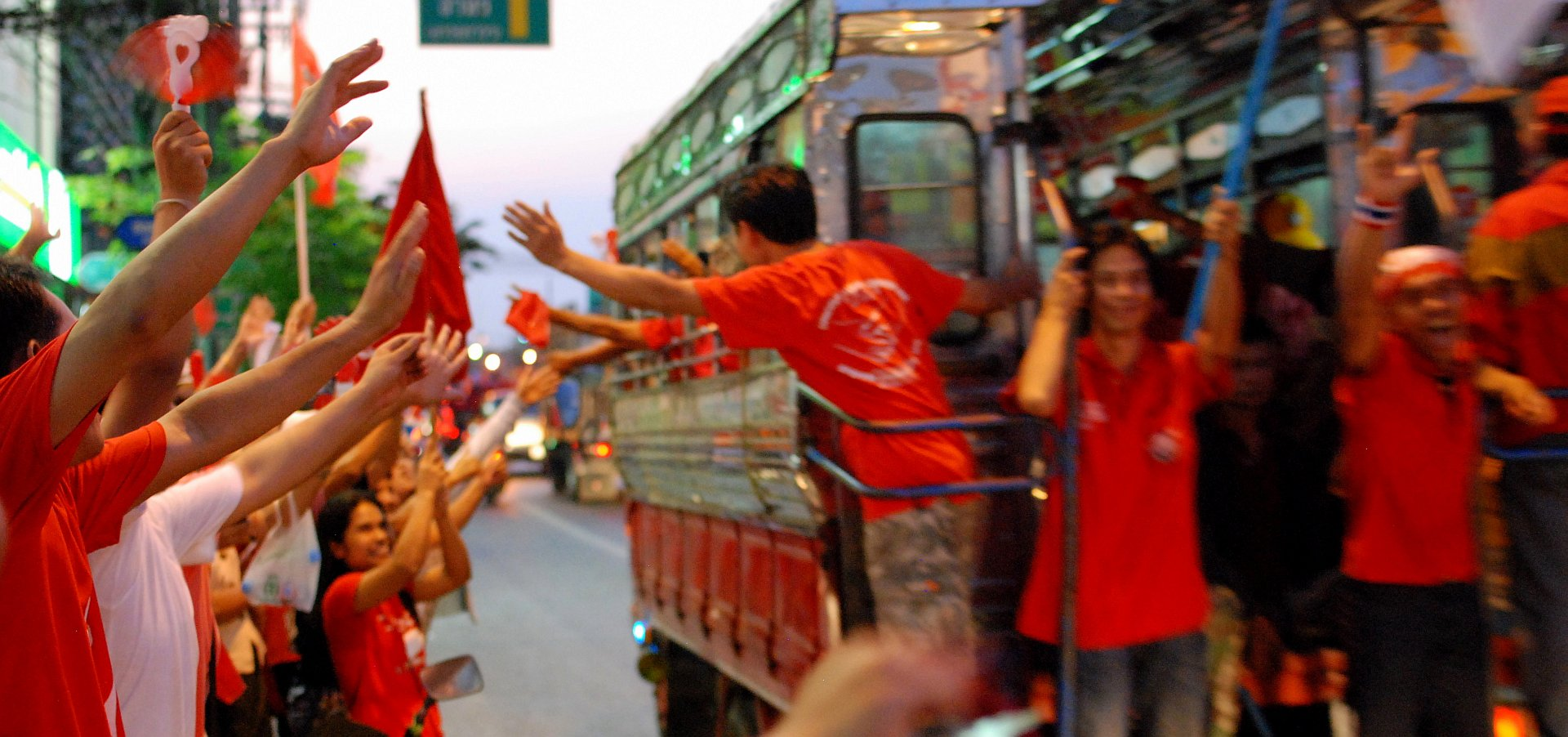
"Rödskjortor" under en parad i Bangkok 20 mars 2010.

Demokratiska alliansen mot diktatur (UDD), rödskjortorna, är en politisk folkrörelse och påtryckningsgrupp i Thailand, informellt ledd av flera medlemmar av före detta regeringspartiet PPP. UDD har en historia av att söka väpnade konfrontationer med Folkalliansen för demokrati (PAD).
I november 2008 förekom konfrontationer med PAD, sedan denna ockuperat Bangkoks båda flygplatser.
UDD bär röda kläder (och kallas därför informellt för Rödskjortorna), medan PAD är klädda i gult  (och kallas därför informellt för "Gulskjortorna"). 
Hundratals UDD-anhängare omringade i början av december 2008 konstitutionsdomstolen i Bangkok, som skulle avgöra om det styrande Folkmaktspartiet och två av dess allianspartier skulle upplösas. Domstolen beslöt då att flytta förhandlingarna till en annan domstol i Bangkok. När domslutet fallit kapade UDD-medlemmar strömmen till domstolsbyggnaden vilket fick domarna för domstolen att beordra alla att avlägsna sig om de inte ville bli arresterade för domstolstrots.
Mellan mars och maj 2010 ockuperade personer från UDD finansdistrikten i Bangkok och byggde barrikader. Protesterna tog slut 19 maj 2011 när demonstranterna gav upp under militärens tryck och risken för fler dödsoffer. Ledarna för de protesterande greps.